# Lord Lyon
Lord Lyon King of Arms er den skotske våbenkonge og den lavestrangerende rigsembedsmand ("Great Officer of State") i  Skotland.
Lord Lyon er ansvarlig for skotske statsceremonier, har til opgave at regulere skotsk heraldik og er herunder retsformand for Lyon Court.
| Heraldik | Spire Denne artikel om heraldik er en spire som bør udbygges. Du er velkommen til at hjælpe Wikipedia ved at udvide den. |